# Erzeparchie Beirut und Jbeil
Die Erzeparchie Beirut und Jbeil (lat.: Archidioecesis Berytensis et Gibailensis Graecorum Melkitarum) ist eine im Libanon gelegene Erzdiözese der melkitischen griechisch-katholischen Kirche mit Sitz in Beirut.

## Geschichte
Das Erzbistum Beirut und Jbeil wurde im 4. Jahrhundert als Erzbistum Beirut errichtet. Am 16. August 1881 wurde das Erzbistum Beirut an die Melkitische Griechisch-Katholische Kirche übertragen und führt seit dieser Zeit die Bezeichnung Erzeparchie Beirut und Jbeil.

## Erzbischöfe von Beirut und Jbeil
- Théodose Badra OBC, 1814–1822
- Agabio Riecji, 1828–…
- Melezio Fakkak, 1881–1904
- Attanasio Melegro Savoya BS, 1904–1919
- Basilio Cattan, 1921–1933
- Maximos IV. Sayegh SMSP, 1933–1947, dann Patriarch von Antiochien
- Philippe Nabaa, 1948–1967
- Grégoire Haddad, 1968–1975
- Habib Bacha SMSP, 1975–1999
- Joseph Kallas SMSP, 2000–2011
- Cyrille Salim Bustros SMSP, 2011–2018
- Georges Bacaouni, seit 2018